# Fuori rotta
Fuori rotta (Astray from the Steerage) è un cortometraggio muto del 1921 diretto da Frank Powell. È l'ultimo film girato da regista di Powell.

## Produzione
Il film fu prodotto dalla Mack Sennett Comedies.

## Distribuzione
Distribuito dalla  Paramount Pictures, il film - un cortometraggio in due bobine - uscì nelle sale il 24 aprile 1921. In Italia uscì nel 1925.

### Data di uscita
- USA  24 aprile 1921
- USA    VHS